# إبراهام بيرنستاين
إبراهام بيرنستاين هو سياسي أمريكي، ولد في 1 مايو 1918، وتوفي في 4 مارس 1990. نشط حزبياً في الحزب الديمقراطي. وقد انتخب عضو مجلس ولاية نيويورك ‏.